# كاران ساوني
كاران ساوني (23 مارس 1992 بمومباي في الهند - ) هو لاعب كرة قدم هندي في مركز الهجوم. لعب مع نادي بنغالورو ونادي سالغاوكار وDSK Shivajians FC ‏.

## روابط خارجية
- كاران ساوني على موقع قاعدة بيانات كرة القدم.إي يو (الإنجليزية)
- كاران ساوني على موقع Soccerway.com (الإنجليزية)